# Planodes virginicum
Planodes virginicum là một loài thực vật có hoa trong họ Cải. Loài này được (L.) Greene miêu tả khoa học đầu tiên năm 1912.